# Valmo Kriisa
Valmo Kriisa (Pärnu, 18 mei 1974) is een basketballer uit Estland. Kriisa maakt deel uit van het Estisch nationaal basketbalteam, en was van 2003 tot 2006 actief in de FEB Eredivisie met MPC Capitals uit Groningen

## Erelijst
- Landskampioen Estland (4) (2002, 2003, 2009, 2010)
- Bekerwinnaar Estland (4) (2002, 2007, 2008, 2009)
- Landskampioen Nederland (1) (2004)
- Bekerwinnaar Nederland (1) (2005)